# Релаксація напружень гірських порід
Релакса́ція напру́жень гірськи́х порі́д (рос. релаксация напряжений горных пород, нім. Spannungsrelaxation f, Relaxation f der Spannungen, plastische Nachwirkung f der Spannungen) — релаксація напружень в гірських породах — зміна протягом дії поля напружень зразка породи або гірського масиву в умовах, що перешкоджають зміні деформацій. Полягає у зменшенні пружної та збільшенні пластичної складових деформації при незмінній загальній.